# Wolfgang Eder (Manager)

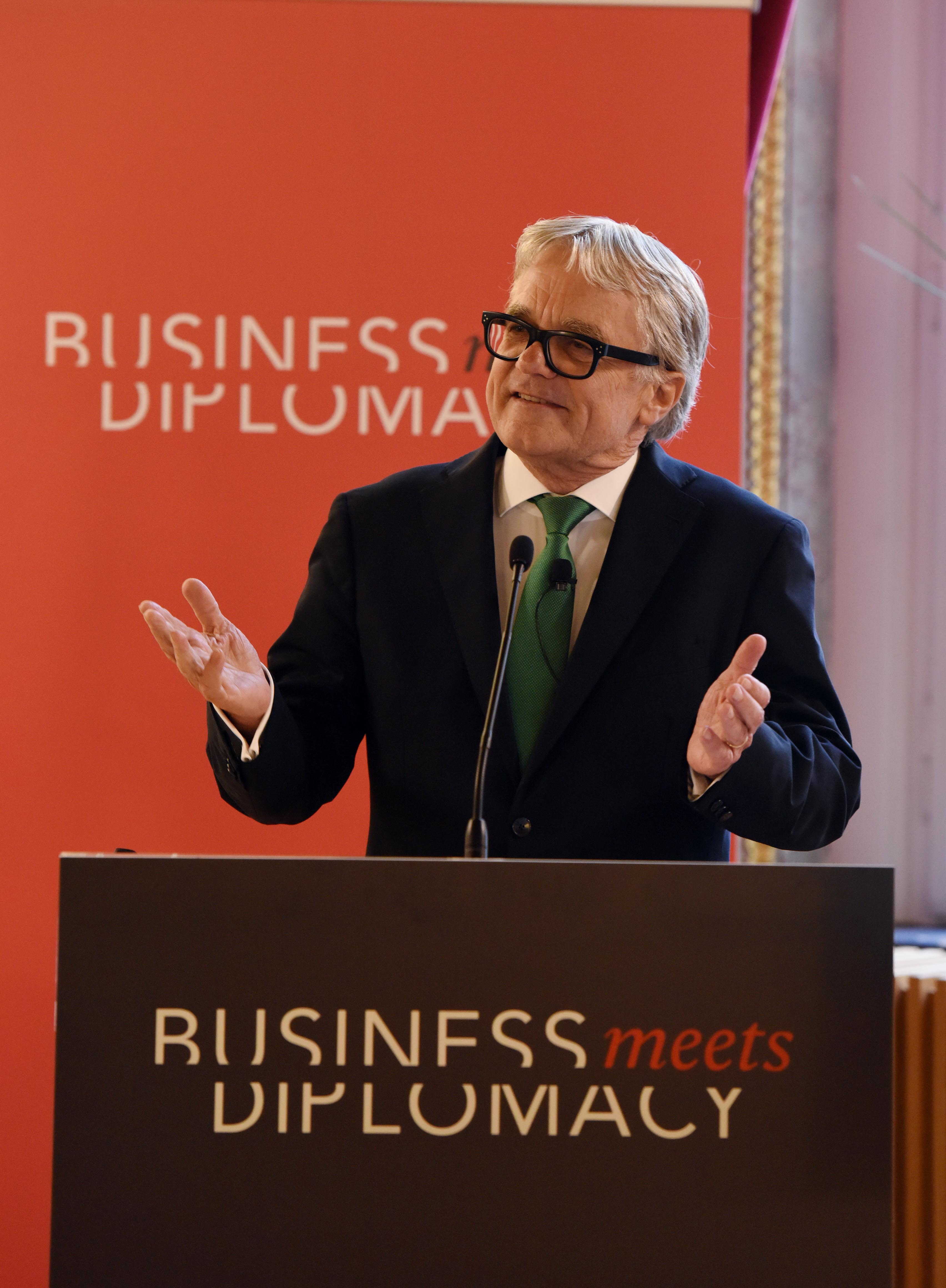
Wolfgang Eder (2016)

Wolfgang Eder (* 5. Februar 1952 in Steinbach am Attersee) ist ein österreichischer Manager. Seit dem 6. August 2019 ist er Aufsichtsratsvorsitzender der Infineon Technologies AG.
Am 3. Juli 2019 wurde er Mitglied des Aufsichtsrats der Voestalpine AG, die er bis dahin als Vorstandsvorsitzender leitete.

## Leben
Wolfgang Eder studierte von 1972 bis 1976 Jus an der Universität Salzburg (Dr. iur. 1976), wo er ab 1974 auch Studienassistent am Institut für österreichisches und internationales Handels- und Wirtschaftsrecht war. 1978 trat er beim Linzer IMAS-Institut als Experte für Gesellschaftsrecht in die damalige VOEST ein. Dort wurde er 1982 Prokurator, 1988 Bereichsleiter (Konzernkoordination, Recht und Beteiligungen, internationale Beziehungen, Umweltbelange) und war 1995 maßgeblich am Börsengang der VOEST-ALPINE STAHL AG beteiligt. Ab Dezember 1995 war er Mitglied des Vorstandes, im September 2001 wurde er Stellvertretender Vorstandsvorsitzender und ab 1. April 2004 leitete er als Vorstandsvorsitzender den nunmehr voestalpine AG genannten Stahl-Konzern.
In den Medien bekannt wurde Wolfgang Eder vor allem durch seine Äußerungen zur Klimapolitik, wo er oft als Wortführer der Industriellenvereinigung für eine moderate Umweltgesetzgebung der Republik Österreich eintritt und vor zu ambitionierten CO2-Reduktionsmaßnahmen warnt, da diese dem Wirtschaftsstandort Österreich, bzw. der Europäischen Union insgesamt schaden könnte, wenn nicht ähnliche Emissionsgrenzwerte auch in Ländern wie den USA und der Volksrepublik China eingeführt werden. Die Voestalpine ist als Konzern mit seinen verschiedenen Standorten der größte CO2-Emittent Österreichs. Außerdem kritisiert Eder das Verbot der umstrittenen Schiefergasgewinnung (Hydraulic Fracturing) in Österreich.
Von 2014 bis 2016 war Eder der Präsident des Weltstahlverbandes und seit 2016 ist er Vizepräsident des Weltstahlverbandes.
Im Februar 2018 wurde er in den Aufsichtsrat der Infineon Technologies AG berufen, mit dem mittelfristigen Ziel, dort den Vorsitz zu übernehmen.
Im Juni 2018 kündigte er an, Mitte 2019 vom Vorstand der Voestalpine in den Aufsichtsrat zu wechseln. Am 3. Juli 2019 folgte ihm Herbert Eibensteiner als Vorstandsvorsitzender nach. Mit 1. April 2022 soll er Joachim Lemppenau als Aufsichtsratsvorsitzender der voestalpine nachfolgen.
Am 26. April 2023 wurde Wolfgang Eder zum Vorstandsvorsitzenden der Mayr-Melnhof Karton berufen. Bis zum Dezember 2024 liegt die Aktie im Sturzflug bis zu einem historischen Tiefpunkt mit € 67,-- von ehemals € 160,-- im November 2022.